# Machimus largus
Machimus largus là một loài ruồi trong họ Asilidae. Machimus largus được Richter miêu tả năm 1963. Loài này phân bố ở vùng Cổ Bắc giới.